# عهدنامه فرهاد پاشا

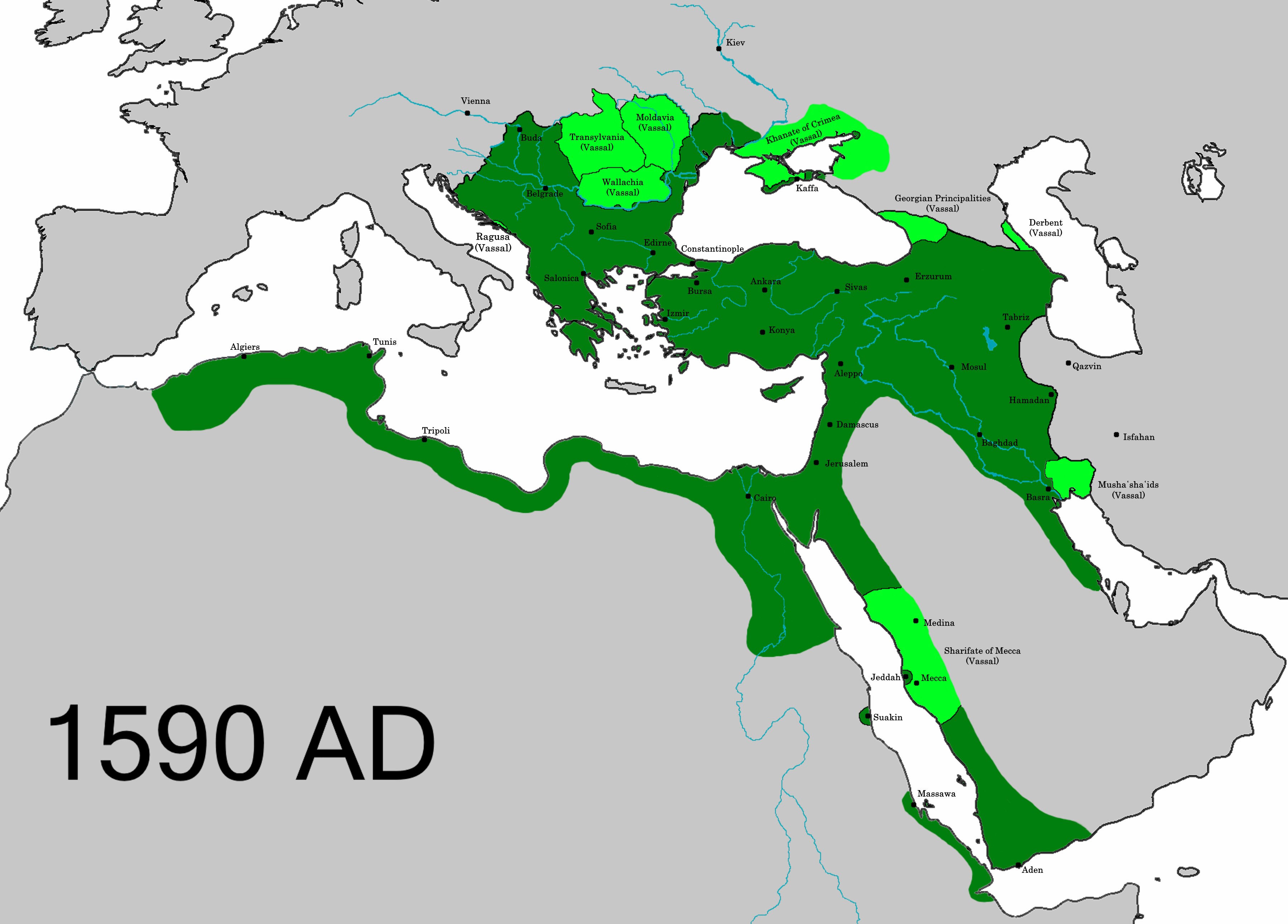
نقشه امپراتوری عثمانی و توابع آن در سال ۱۵۹۰ میلادی

عهدنامه فرهاد پاشا عهدنامه‌ای میان امپراتوری صفوی و امپراتوری عثمانی بود.این عهدنامه پس از جنگی طولانی میان آن‌ها از ۱۵۷۸ تا ۱۵۹۰ در تاریخ ۲۱ می ۱۵۹۰ منعقد شد.

## جنگ
این جنگ در قفقاز جنوبی رخ داد.در نبردی بنام نبرد چلدر، سپاه عثمانی موفق شد که سپاه ایران را در نزدیکی منطقه چلدر (در نزدیکی شهر قارص) شکست دهد و به بیشتر مناطق قفقاز جنوبی دست یابد.پس از چندی، سپاه ایران صفوی شروع به پس‌گیری مناطق از دست داده‌اش کرد.در نتیجه سپاه عثمانی (که بیشتر متشکل از تاتارهای کریمه بود) بار دیگر به سمت ایران حرکت کرد و در سال ۱۵۸۳ در نبردی به نام نبرد مشعل (که بخاطر اینکه نبرد در شب روی داد در آن از مشعل‌های زیادی استفاده کردند و به همین دلیل بدین نام نامیده شده) سپاه ایران از عثمانی شکست خورد و مناطق قفقاز جنوبی دوباره به‌دست عثمانی افتاد.در طی ۶ سال پس از این فتح، مهمترین اتفاق، فتح تبریز به‌دست عثمانی‌ها بود.با توجه به دیگر مشکلات ایران نظیر جنگ‌های داخلی و جنگ علیه ازبکان، شاه عباس یکم مجبور شد تا عهدنامه را امضا کند.

## عهدنامه
این عهدنامه به عهدنامه فرهاد پاشا یا عهدنامه استانبول (فرهاد پاشا، نام یکی از سرداران حکومت عثمانی بود) معروف است.در این عهدنامه ایران مالکیت عثمانی را به مناطق اشغالی پذیرفت (گرجستان، ارمنستان و محل کنونی جمهوری آذربایجان و به‌علاوه بخش‌هایی از شمال غرب ایران نظیر تبریز).

## پیامد عهدنامه
این عهدنامه، موفقیت بزرگی برای امپراتوری عثمانی به حساب می‌آمد.اما این شرایط خیلی دوام نیاورد و شاه عباس پس از اینکه توانست ازبک‌ها را سرکوب کرده و مشکلات داخلی را حل کند، منتظر فرصتی مناسب می‌گشت تا زمین‌های از دست داده را باز پس بگیرد.این فرصت مناسب هنگامی به‌دست آمد که حکومت عثمانی مشکلاتی داخلی داشت و شاه عباس اقدام به حمله به سرزمین عثمانی کرد و در نتیجه آن،۲۲ سال پس از قرارداد فرهاد پاشا، عهدنامه نصوح پاشا را به عثمانی تحمیل نمود.